# Doljești (gmina)
Doljești – gmina w Rumunii, w okręgu Neamț. Obejmuje miejscowości Buhonca, Buruienești, Doljești i Rotunda. W 2011 roku liczyła 7220 mieszkańców.